# Uozu
Uozu (japonsky: 魚津市, Uozu-ši) je město ležící v japonské prefektuře Tojama na ostrově Honšú. Nachází se mezi městy Namerikawa a Kurobe na břehu Tojamského zálivu Japonského moře. Na jihu města se nachází pohoří Hida s nejvyššími vrcholy Sógadake a Kekačisanzan , z něhož přes město stékají do moře (do Tojamského zálivu) řeky Fuse, Katakai, Kado a Hajacuki .
K 1. květnu 2015 mělo město 43 092 obyvatel a celkovou rozlohu 200,61 km² (hustota obyvatelstva 215 na 1 km²).

## Dějiny města
Město bylo založeno 1. dubna 1952. Vzniklo připojením těchto vesnic k městysu Uozu-mači: Kaminakadžima-mura, Šimonakadžima-mura, Macukura-mura, Kaminogata-mura, Šimonogata-mura, Katakaidani-mura, Kazumi-mura, Mičišita-mura, Kjóden-mura, Tendžin-mura a Nišifuse-mura. Původní městys Uozu-mači tvoří velmi malou část plochy dnešního města, a to ve střední-jižní části pobřeží Tojamského zálivu.

### Starší dějiny oblasti
V letech 701 - 704 zde vzniká pobočka svatyně Suwa taiša. Jméno té pobočky bylo Odo, zapisováno buď jako 大道 nebo 魚堵.